# Joseph Iléo
Joseph Iléo (Léopoldville, 15 settembre 1921 – Bruxelles, 19 settembre 1993) è stato un politico della Repubblica Democratica del Congo.
È stato primo ministro della Repubblica Democratica del Congo (al tempo chiamata semplicemente Repubblica del Congo) per due brevi periodi, nel settembre 1960 e dal febbraio all'agosto 1961.